# Саблинский памятник природы
Са́блинский памятник природы — ансамбль природных и исторических объектов в Тосненском районе Ленинградской области.

## Общее
Саблинский памятник природы расположен возле посёлка Ульяновка Тосненского района Ленинградской области, в 40 км от Санкт-Петербурга. Заповедная зона расположена на территории 328,8 га и включает в себя два водопада, каньоны рек Саблинка и Тосна с обнажениями кембрийских и ордовикских пород, несколько пещер искусственного происхождения, а также ряд исторических мест: древние курганы, место стоянки Александра Невского перед битвой со шведами, хуторок «Пустынька» — бывшая усадьба графа Алексея Константиновича Толстого.

## Водопады
- Водопад Саблинский на реке Саблинка. Его высота колеблется из года в год от 2 м до 4 м, причиной этого является переменный водопоток (вплоть до полного пересыхания[2][3]), эрозия и другие факторы. Координаты: 59°39′40″ с. ш. 30°47′06″ в. д.HGЯO
- Водопад Тосненский (или Гертовский) на реке Тосна. Координаты: 59°38′40″ с. ш. 30°48′31″ в. д.HGЯO

## Пещеры
«Саблинские пещеры» — это заброшенные подземные выработки по добыче кварцевого песка (Саблинская свита среднего кембрия), используемого для производства стекла. Большая часть «пещер» была создана в период со второй половины XIX века по начало XX века. В то время в Петербурге начался промышленный и строительный бум, и столице требовалось большое количество стекла. Во время Первой мировой войны и революций стекольная промышленность пришла в упадок, однако добыча эпизодически продолжалась до Второй мировой войны. После прекращения добычи выработки перешли на естественный режим, и через некоторое время в них начались обрушения и затопления, которые привели к разделению единых массивов разработки на не связанные между собой фрагменты, образованию завалов и вторичных гравитационных полостей, лишь отдалённо напоминающих форму первоначальных штреков. Образовавшиеся при этом лабиринты достаточно сложны, и их прохождение требует определённой подготовки и соблюдения правил техники безопасности.
В Саблино насчитывается 4 больших пещеры: Левобережная («Помойка»), «Жемчужная», «Штаны», «Верёвка» и несколько малых пещер: «Трёхглазка», «Пляжная», «Мечта», «Санта-Мария», «Графский грот», «Лисьи норы» (названия местные).

## Фауна
В пещере «Левобережная» зимуют 4 вида ночниц, занесённых в Красную книгу Ленинградской области — ночница прудовая, ночница Брандта (усатая), ночница водяная, ночница Наттерера, а также — северный кожанок и бурый ушан, или обыкновенный.
Водопады и пещеры Саблинского памятника природы — единственное на территории Восточно-Европейской равнины (между Скандинавией и Кавказом) место обитания крупнейшей в Европе мухи-зеленушки Liancalus virens.

## Галерея
- Саблинские пещеры, реконструкция жизни древних людей
- Саблинский водопад (р. Саблинка)
- Крест и стела — памятный знак на месте стоянки Александра Невского перед битвой со шведами
- Вход в пещеру Пляжная